# O (Sur)real Mundo de Any Malu
O (Sur)real Mundo de Any Malu é uma websérie de animação brasileira, originalmente publicada em seu canal de vídeos no Youtube, produzida pela Combo Studio e exibida atualmente pelo Cartoon Network Brasil.
A série estreou no Cartoon Network Brasil em 16 de março de 2019.

## Enredo
Any Malu é uma garota de 18 anos que grava vídeos para seu canal do YouTube, com intuito de fazer o que gosta e mostrar um pouco de sua vida para os inscritos, sempre com aventuras e clichês, e a participação de seus melhores amigos: Agatha, é uma inter-cambista planetária melhor amiga de Any Malu e que mantém um relacionamento sério com as trevas; Kotoko, é também um inter-cambista que morava no Japão e que está frequentemente lutando contra Yokais; e Willen, é o câmera ex super heroi, ex bruxo e atual crush de Any Malu, mas a relação dos dois é sempre interrompida por Rebecca ou Dona Nina, prima e mãe de Any Malu.

## História

### Criação
O projeto iniciou-se quando Anderson Mahanski, foi convidado pra ir à 1ª edição da CCXP, através de um projeto produzido pela Combo Estúdio. Lá, ele viu muitas pessoas reunidas para ver Kéfera. Sem conhecer muito o YouTube, Anderson pesquisou pela influenciadora, e ficou surpreendido com o seu conteúdo. Após isso, ele e Fernando Mendonça, tiveram a ideia de criar uma youtuber animada. Como havia questões em relação ao orçamento, Marcelo Pereira virou sócio do Combo Estúdio, e ajudou a produzir O (Sur)real Mundo de Any Malu.
Inicialmente, Any Malu era pra ser um projeto secundário da empresa de animação, pois seus criadores estavam focados em seus trabalhos como freelancers. Além disso, a ideia era que ela entrevistasse diversos personagens de desenhos animados, mas isso não foi possível por causa dos direitos autorais que cada empresa tinha sobre suas produções. Esse alerta foi dado pelo dublador Guilherme Briggs aos criadores do projeto, além disso, ele também sugeriu a criação de outros personagens.

### Teaser
Após a finalização, Fernando notou que seria difícil dar o pontapé inicial, já que poucos os conheciam. Assim, eles conversaram novamente Guilherme Briggs, e ele sugeriu que falassem com Felipe Castanhari, famoso pelo Canal Nostalgia. Castanhari topou fazer parte do projeto. Então foi feito um teaser, com ele, animado, debaixo de um piano pendurado pela Any Malu, obrigando-o a divulgar seu canal. O vídeo fez bastante sucesso.

### 1ª fase (2015-2022)
No dia 15 de outubro de 2015, foi lançado o primeiro vídeo oficial do canal, "Programa Novo é Surreal". A partir de então, o canal começou a crescer.
Os vídeos eram gravados no quarto da protagonista, trazendo quadros como Any Malu Convida, onde ela entrevistava celebridades como Christian Figueiredo, Luba e  VAV, Conselhos de Any Malu, onde ela dava conselhos de relacionamentos para seus fãs, e Any Malu Responde, respondendo comentários de seus vídeos. Também houve a produção de paródias de clipes como "Não é Mole" (paródia de Sorry de Justin Bieber), a criação de seu clipe original Toon Toon, feita em parceria com a dupla de funk Pankadoon, a série Malubys, que foi desenhada em um outro estilo de animação, contando o dia em que Nina, a mãe da Malu, como é conhecida popularmente, desapareceu, e provas de itens de diferentes desenhos.
Any Malu também teve seu próprio aplicativo de rede social desenvolvido pelo Amino, o Any Malu Amino, onde aconteceu sua primeira live com Willen, Kotoko e Nina, além de seu livro, O Diário de Any Malu onde, além dela contar sua história e curiosidades suas, tinha interatividade, resposta de comentários e conselhos e fotos de sua mãe desenhadas por fãs.

### Any Malu e Cartoon Network
A relação entre os dois começou no vídeo PROVANDO COMIDA DE DESENHOS ANIMADOS, quando Malu experimentou o omelete do Desafio Ovocelente de Apenas um Show, mas não ganhou o boné que vinha, caso o cliente comesse todo o prato em um determinado tempo. Sendo assim, os "malubers" foram nas redes sociais do Cartoon Network Brasil, pedindo para que a protagonista recebesse o presente. Graças à isso, houve um crossover entre os dois desenhos, onde ela e os protagonistas do desenho citado, Mordecai e Rigby, no vídeo MEU PRIMEIRO GAMEPLAY!! FT. MODERCAI E RIGBY, além de sua participação no projeto Toontubers, mas seu processo de entrada no canal, começou em RESPONDE 5 - O CARTOON NETWORK NOTOU MEU VÍDEO!, com a "digital influencer" pedindo para postarem nas redes do "Cartoon" a #AnyMaluNoCartoon. No dia 15 de março de 2019 foi anunciada a sua série.
Em 17 de janeiro de 2020, estreou no YouTube do Cartoon Network Brasil, o Any Malu Backstage, com episódios gravados nos bastidores do futuro programa de Any Malu, com conteúdos variados.
No dia 4 de maio de 2020, estreou o Any Malu Show, com duas temporadas. A segunda foi exibida entre os dias 2 de março de 2021 e 25 de maio de 2021.

## Episódios
| Temporada | Temporada | Episódios | Estreia             | Final |
| --------- | --------- | --------- | ------------------- | ----- |
|           | 1         | ASA       | 16 de março de 2019 | ASA   |

## Elenco

### 1ª fase (2015-2022)
- Natali Pazete como Anita Maria de Lourdes "Any Malu" Orleans Bragança
- Fernando Mendonça como Willen Van Dillen e Shupika
- Sylvia Salustti como Agatha Vladsky
- Lucas Gama como Kotoko
- Pamella Rodrigues como Rebecca Mayfair
- Anderson Mahanski como Nina

### 2ª fase (2023-presente)
- Aline Guioli como Anita Maria de Lourdes "Any Malu" Orleans Bragança
- Raphael Rossato como Willen Van Dillen
- Shallana Costa como Agatha Vladsky
- Robson Kumode como Kotoko
- Marco França como Nina